# Ruanes
Ruanes ist ein südwestspanisches Dorf und eine Gemeinde (municipio) mit 81 Einwohnern (Stand: 2024) in der Provinz Cáceres (Extremadura). 

## Lage und Klima
Ruanes liegt im Süden der Provinz Cáceres in einer Höhe von etwa 475 m. Die Entfernung zur Hauptstadt Cáceres beträgt 34 km (Fahrtstrecke) in westnordwestlicher Richtung. 
Das Klima ist meist warm und trocken; der Regen (ca. 485 mm/Jahr) fällt hauptsächlich im Winterhalbjahr.

## Bevölkerungsentwicklung
| Jahr      | 1970 | 1981 | 1991 | 2001 | 2011 | 2021 |
| Einwohner | 245  | 124  | 111  | 98   | 67   | 87   |

## Sehenswürdigkeiten

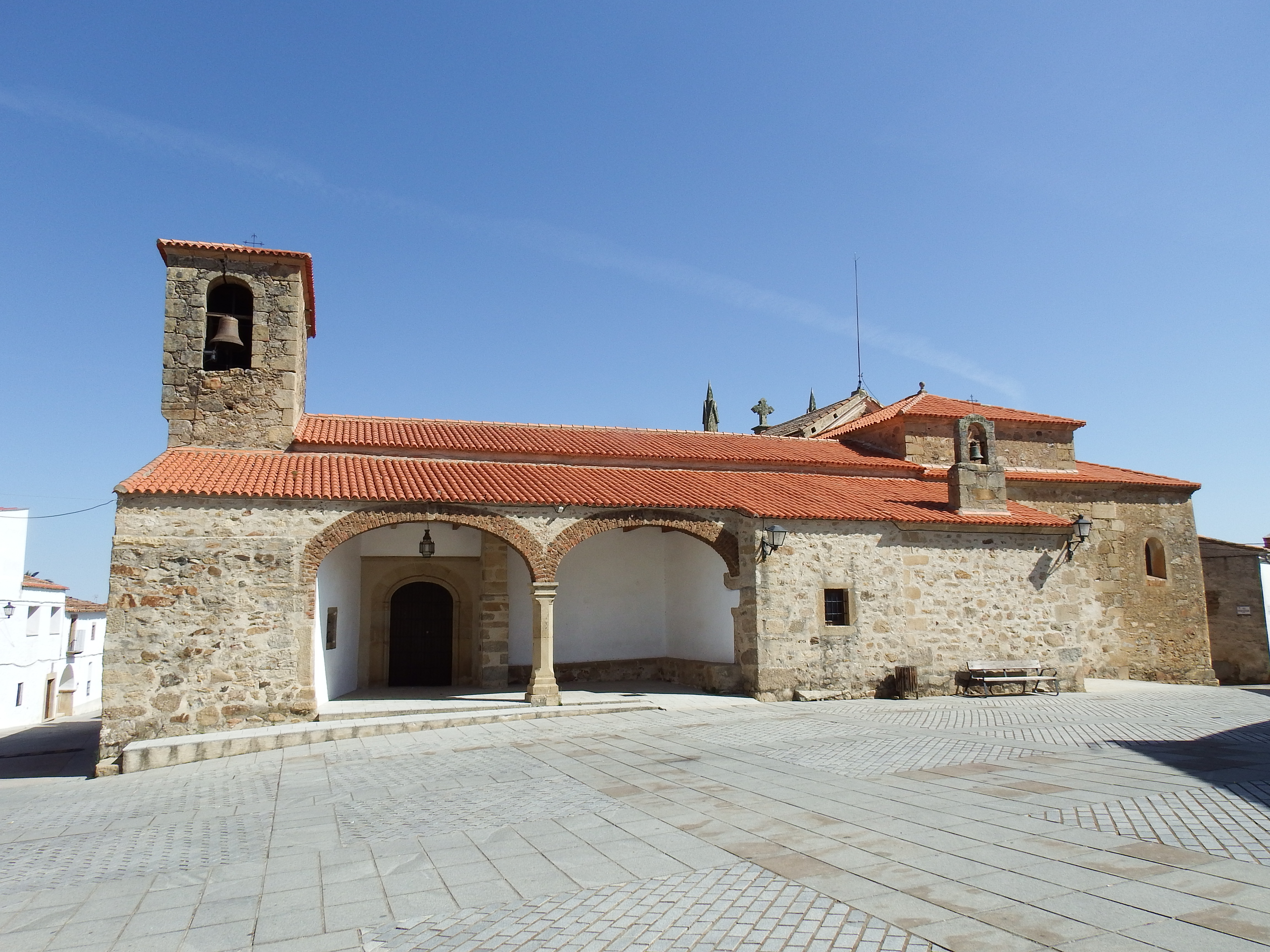
Kirche Mariä Himmelfahrt
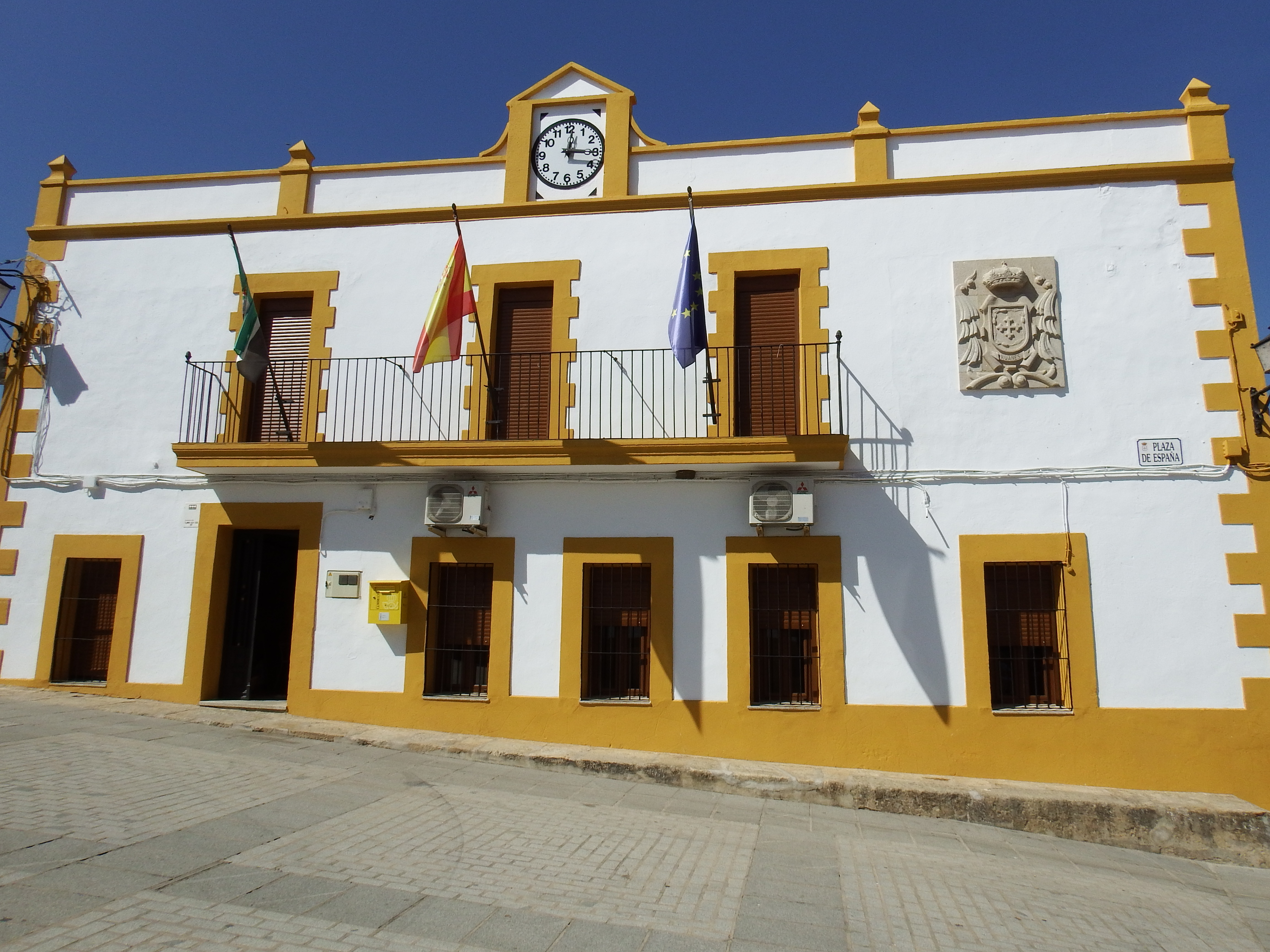
Rathaus

- Kirche Mariä Himmelfahrt
- Rathaus